# Lucas Svärd
Lucas Tyr Max Svärd, född 30 maj 2000 i Spånga församling, Stockholms kommun  är en svensk politiker (KD),  förbundsordförande för Kristdemokratiska studentförbundet och förbundsstyrelseledamot för Kristdemokratiska ungdomsförbundet
Lucas Svärd studerar för tillfället teologi vid Uppsala universitet och strökurser vid Stockholms universitet. Han representerar Borgerliga studenter i Stockholms universitet studentkårs fullmäktige och styrelse. 

## Privatliv
Lucas Svärd är sedan 2020 gift med kristdemokraten Celicia Svärd (tidigare Widell). 2024 fick de sitt första barn, en dotter. De är bosatta i Bromma.